# Auguste Arthur de la Rive
Auguste Arthur de la Rive (Ginebra, 9 de octubre de 1801 - Marsella, 27 de noviembre de 1873) fue un físico suizo. Es recordado sobre todo por sus investigaciones sobre fenómenos eléctricos, y es uno de los fundadores de la teoría electroquímica de las pilas.

## Biografía
Fue el hijo del médico y físico Charles Gaspard de la Rive. Tras una brillante carrera como estudiante, en 1823 fue nombrado catedrático de filosofía natural en la Academia de Ginebra. Durante unos cuantos años se dedicó, junto con François Marcet, a investigar los calores específicos de los gases y a determinar la temperatura de la corteza terrestre.
Sin embargo, fueron los estudios sobre fenómenos eléctricos los que ocuparon la mayor parte de su tiempo, sobre todo en conexión con la teoría de la celda (o pila) voltaica y la descarga eléctrica en gases rarificados (densidad muy baja). Sus investigaciones en este campo le llevaron a formular una nueva teoría sobre las auroras boreales. En 1840 describió un proceso para el dorado electrolítico de la plata y el latón, gracias al cual recibió un premio de 3.000 francos franceses de la Academia de las Ciencias Francesa. Entre 1854 y 1858 publicó «Tratado de electricidad teórica y aplicada» (Traité d'électricité théorique et appliquée), el cual fue traducido posteriormente a varios idiomas.
El renombre de su apellido y su fortuna le reportaron una considerable influencia política y social. En 1860, cuando la anexión de Saboya y Niza había propagado el temor de un ataque francés entre los ginebrinos, de la Rive fue enviado por sus conciudadanos a una embajada especial en Inglaterra con tal de obtener una declaración del gobierno inglés; logró su cometido y comunicaron que cualquier ataque sobre Ginebra sería motivo de un casus belli. Con motivo de esta visita la Universidad de Oxford le otorgó el título honorífico de Doctor of Civil Law (D.C.L.).
Murió en Marsella de forma repentina en el trayecto hacia Cannes, donde pretendía pasar el invierno. Su hijo Lucien de la Rive fue también físico.